# Ґіта-артха-санґрага
«Ґіта-артха-санґрага» (санскр. गीतार्थसंग्रह gītārtha-saṃgraha IAST «Стисла сутність ["Бгаґавад]ґіти"») — твір Ямуни (yāmuna), духовного наставника тамільської громади вішнуїтів, який вважається вчителем Рамануджі. (Під такою ж назвою відомі й твори, написані іншими авторами, наприклад Абгінаваґуптою.)

## Автор
Як видатного ґуру автора часто називають Ямуначар'єю (yāmunācārya — «учитель Ямуна»). Традиційно вважається, що народився він у 916 році, а помер у 1041-му. У деяких інших джерелах називають 918—1038 роки. Однак імовірність дожити тисячу років тому до 125-ти чи хоча б 120 років викликає сумніви, які лише посиляться, якщо зауважити, що послідовник Ямуни Рамануджа нібито народився в 1017 році, а помер у 1137-му (тобто теж прожив 120 років).
Невелика за обсягом «Ґіта-артха-санґрага» Ямуни помітно вплинула на теологію вішнуїзму. Творець філософської системи вішішта-адвайта (viśiṣṭādvaita) Рамануджа у своєму великому коментарі на «Бгаґавадґіту» неухильно йде шляхом, прокладеним Ямуною.

## Особливості твору
Згідно з Ямуною, найвищим духовним Джерелом усього є Нараяна (бог Вішну), пізнати якого можна лише завдяки бгакті — шануванню Бога та служінню Йому з любов'ю і відданістю, — а суть «Бгаґавадґіти» полягає у твердженні, що людина, яку цікавить лише служіння Господу, потрапляє в Царство Боже.
Ямуна, імовірно, першим розділив вісімнадцять глав «Бгаґавадґіти» на три «шістки» (ṣaṭka): про знання і дії, орієнтовані на йоґу; про бгакті-йоґу; про те, що не описане в перших двох шатках. Окрім бгакті-йоґи, автором «Ґіта-артха-санґраги» дані визначення карма- й джняна-йоґи. Для нього джняна-йоґа («йоґа знання») є не теоретичним філософствуванням, а «перебуванням у чистому Атмані». Розуміння карма-йоґи («йоґи дії») Ямуни теж відрізняється від сучасного — це аскеза, паломництво, роздача дарунків, офірні церемонії тощо. Утім, Ямуна зазначає, що три йоґи взаємопов'язані. Це твердження стало загальноприйнятим для адептів усіх різновидів йоґи (що не заважає їм обстоювати верховенство саме їхньої йоґи).
Уся «Ґіта-артха-санґрага» написана віршовим розміром шлока — два рядки з 16 складів, кожний з яких розділений цезурою навпіл.

## Український переклад
Існує український переклад «Ґіта-артха-санґраги», опублікований журналом «Східний світ» (№ 3 за
2021 рік) Інституту сходознавства ім. Агатангела Кримського НАНУ.